# Lepidium virginicum
Lepidium virginicum L. è una pianta annuale o biennale della famiglia Brassicaceae. È diffusa nella maggior parte del Nord America, inclusi Stati Uniti, Messico e regioni meridionali del Canada, ed anche in America centrale. Si può trovare ovunque come specie introdotta.

## Descrizione
L'altezza della pianta va dai 10 ai 50 cm. Sui racemi della pianta vi sono piccoli fiori bianchi, ed in seguito frutti verdastri. 
Le foglie sono sessili, lineari lanceolate che si allargano alla base. Da notare che tutte le parti della pianta hanno aroma di pepe.

## Distribuzione e habitat
La pianta cresce come erba infestante nella maggior parte delle colture e si trova ai margini delle strade prati e aree incolte. Preferisce luoghi assolati con suolo secco.

## Utilizzo
La pianta è commestibile; le foglioline possono essere bollite per dieci minuti o aggiunte direttamente ad insalate. I gusci dei semi giovani possono essere usati al posto del pepe nero. Le foglie contengono proteine, vitamina A e vitamina C.